# Giro d'Itàlia de 1921
El Giro d'Itàlia de 1921 fou la novena edició del Giro d'Itàlia i es disputà entre 25 de maig i el 12 de juny de 1921, amb un recorregut de 3.107 km distribuïts en 10 etapes. 69 ciclistes hi van prendre part, acabant-la sols 27 d'ells. L'inici i final de la cursa fou a Milà.
La primera part de la cursa va estar dominada per Costante Girardengo, vencedor de les quatre primeres etapes, però en la cinquena, de 264 km, entre Chieti i Nàpols, els ciclistes han de superar els Apenins, amb nombroses i duríssimes pujades. Girardengo és víctima d'una caiguda en la qual pateix importants ferides. Els nervis pel fet de quedar-se enrere, els cops rebuts i l'esgotament físic van fer que un cop al cim s'aturés, dibuixés una creu a terra i, abans de retirar-se, digués: "Girardengo si ferma qui" (Girardengo s'atura aquí). Gaetano Belloni passà a liderar la cursa durant una etapa, però sols durant dues etapa, ja que a partir de la 7a etapa i fins al final de la cursa el líder fou Giovanni Brunero.
Brunero superà per 41" a Gaetano Belloni, vencedor de l'edició anterior, i en quasi 20' Bartolomeo Aymo, tercer de la general.

## Classificació general
| Classificació General                 | Classificació General     | Classificació General | Classificació General |
| Pos.                                  | Ciclista                  | Temps                 |                       |
| ------------------------------------- | ------------------------- | --------------------- | --------------------- |
| 1                                     | Giovanni Brunero (ITA)    | 120h 24' 39"          |                       |
| 2                                     | Gaetano Belloni (ITA)     | + 41"                 |                       |
| 3                                     | Bartolomeo Aymo (ITA)     | + 19' 47"             |                       |
| 4                                     | Marcel Buysse (BEL)       | + 39' 00"             |                       |
| 5                                     | Angelo Gremo (ITA)        | + 47' 28"             |                       |
| 6                                     | Federico Gay (ITA)        | + 59' 33"             |                       |
| 7                                     | Alfredo Sivocci (ITA)     | + 1h 24' 27"          |                       |
| 8                                     | Clemente Canepari (ITA)   | + 2h 24' 08"          |                       |
| 9                                     | Giovanni Rossignoli (ITA) | + 2h 24' 25"          |                       |
| 10                                    | Luigi Annoni (ITA)        | + 2h 36' 57"          |                       |
| 49 participants, 10 acabaren la cursa |                           |                       |                       |

## Etapes
| Etapa | Recorregut       | Km  | Vencedor d'etapa          | Líder de la general       |
| ----- | ---------------- | --- | ------------------------- | ------------------------- |
| 1a    | Milà – Merano    | 333 | Costante Girardengo (ITA) | Costante Girardengo (ITA) |
| 2a    | Merano – Bolonya | 348 | Costante Girardengo (ITA) | Costante Girardengo (ITA) |
| 3a    | Bolonya - Perusa | 321 | Costante Girardengo (ITA) | Costante Girardengo (ITA) |
| 4a    | Perusa - Chieti  | 328 | Costante Girardengo (ITA) | Costante Girardengo (ITA) |
| 5a    | Chieti - Nàpols  | 264 | Gaetano Belloni (ITA)     | Gaetano Belloni (ITA)     |
| 6a    | Nàpols - Roma    | 299 | Luigi Annoni (ITA)        | Gaetano Belloni (ITA)     |
| 7a    | Roma - Liorna    | 341 | Giovanni Brunero (ITA)    | Giovanni Brunero (ITA)    |
| 8a    | Liorna - Parma   | 242 | Luigi Annoni (ITA)        | Giovanni Brunero (ITA)    |
| 9a    | Parma - Torí     | 320 | Gaetano Belloni (ITA)     | Giovanni Brunero (ITA)    |
| 10a   | Torí - Milà      | 305 | Gaetano Belloni (ITA)     | Giovanni Brunero (ITA)    |